# 陳清龍

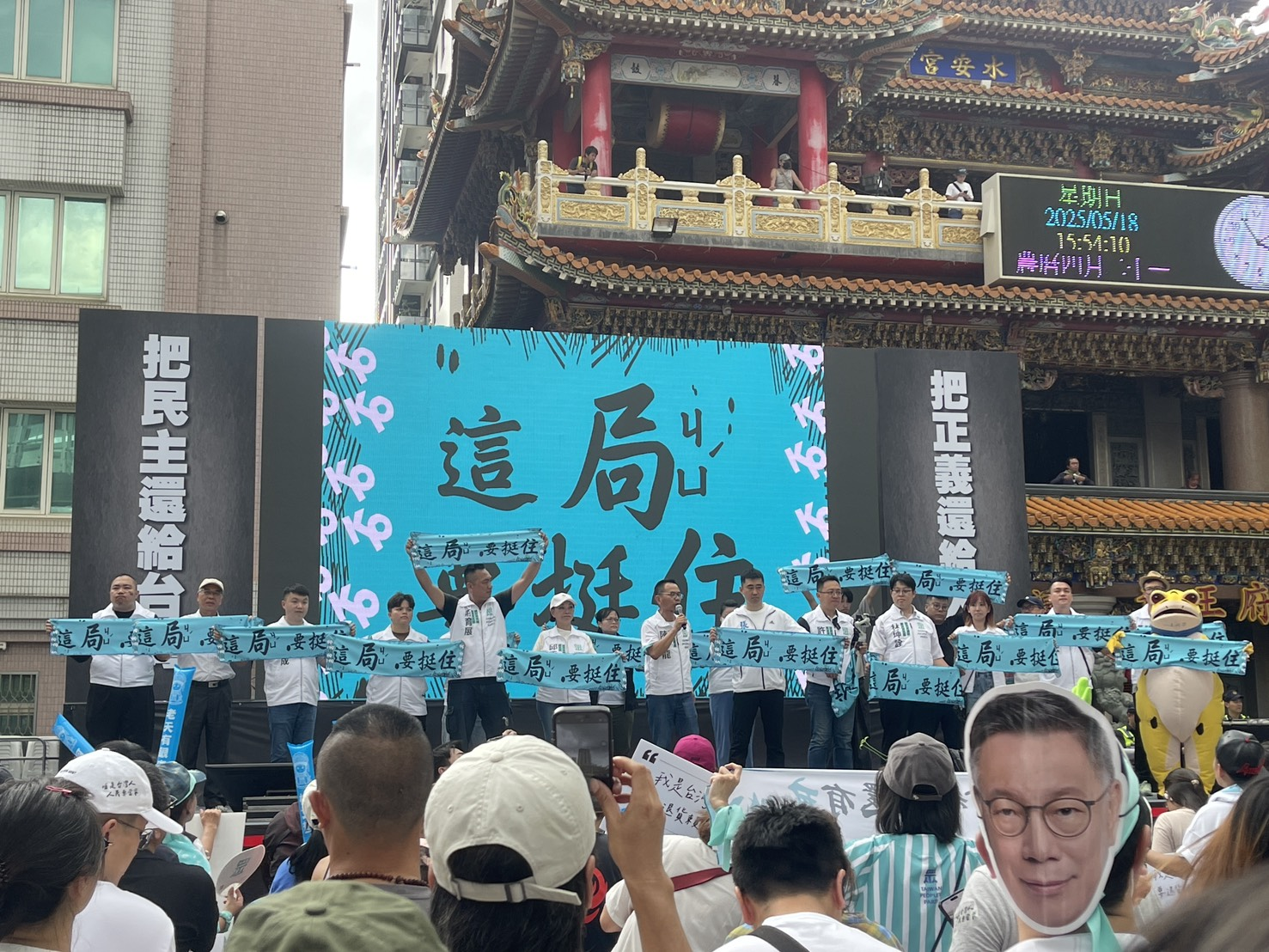
人民要當家台中場，陳清龍與邱于珊等台中團隊一同上台演講。

陳清龍（1965年3月29日—），臺灣政治人物，台灣民眾黨籍，現任臺中市議會議員。
2012年曾代表親民黨參選臺中市第八選舉區立法委員，不過最終仍難敵藍綠候選人夾殺，以近一萬五千票落敗。2014年至2022年，以無黨籍身份登記連任台中市議員。
2023年，加入台灣民眾黨，並於年末獲民眾黨提名不分區立法委員第十四名，但未能當選。

## 選舉紀錄
| 年度 | 選舉屆數               | 選舉區                                 | 所屬政黨   | 得票數    | 得票率 | 當選標記 | 備註 |
| ---- | ---------------------- | -------------------------------------- | ---------- | --------- | ------ | -------- | ---- |
| 2002 | 第十五屆臺中縣議員選舉 | 臺中縣第一選舉區                       | 親民黨     | 4,780     | 5.69%  |          |      |
| 2005 | 第十六屆臺中縣議員選舉 | 臺中縣第一選舉區                       | 親民黨     | 7,025     | 7.18%  |          |      |
| 2010 | 第一屆臺中市議員選舉   | 臺中市第四選舉區                       | 無黨籍     | 13,172    | 10.91% |          |      |
| 2012 | 第八屆立法委員選舉     | 臺中市第八選舉區                       | 親民黨     | 14,789    | 9.58%  |          |      |
| 2014 | 第二屆臺中市議員選舉   | 臺中市第四選舉區                       | 無黨籍     | 21,806    | 17.99% |          |      |
| 2018 | 第三屆臺中市議員選舉   | 臺中市第四選舉區                       | 無黨籍     | 22,049    | 18.44% |          |      |
| 2022 | 第四屆臺中市議員選舉   | 臺中市第四選舉區                       | 無黨籍     | 15,363    | 14.12% |          |      |
| 2024 | 第十一屆立法委員選舉   | 全國不分區及僑居國外國民立法委員選舉區 | 臺灣民眾黨 | 3,040,615 | 22.07% |          |      |

## 資料來源
1. ↑  親民黨台中縣三議員 回復國民黨籍 （页面存档备份，存于） 大紀元新聞網, 2006-02-01.
2. ↑  .   [2013-07-10]. （原始内容存档于2015-02-04）.
3. ↑  台中市繁榮葫蘆墩促進會（页面存档备份，存于）
4. ↑  .   [2023-12-02]. （原始内容存档于2023-12-02）.
5. ↑  . 2023-11-22  [2024-01-01]. （原始内容存档于2023-12-30）.

## 外部連結
- 陳清龍網站 （页面存档备份，存于）
- 陳清龍的Facebook專頁
- YouTube上的陳清龍頻道
- 臺中市政府 （页面存档备份，存于）
- 臺中市議會